# Acer kobakoense
Acer kobakoense é uma espécie de árvore do gênero Acer, pertencente à família Aceraceae.